# Блиц, Карел
Карел Вилхелм Блиц (нидерл. Karel Wilhelm Blits; 5 сентября 1924, Амстердам — 7 февраля 2008, Морено-Валли, Калифорния) — нидерландский футболист, игравший на позиции нападающего, выступал за амстердамские команды ТОГ, ХЕДВ, «Аякс» и ДВС.

## Спортивная карьера
В январе 1950 года вступил в футбольный клуб «Аякс». Ранее он выступал за амстердамские команды ТОГ и ХЕДВ. Сезон 1950/51 начал в составе второй команды «Аякса», играл на позиции левого крайнего нападающего. В первой команде дебютировал 19 ноября 1950 года в домашнем матче 8-го тура чемпионата Нидерландов против клуба ДОС из Утрехта. После первого тайма гости вели со счётом 0:2, благодаря голам Кроммерта и Лёйтена. Во втором тайме Лёйтен увеличил преимущество, а затем автоголом отметился защитник амстердамцев Баб Фриц. Точку в матче поставил Дирк Ламмерс, установив окончательный счёт — 0:5. Карел принял участие ещё в двух играх чемпионата сезона 1950/51. В последний раз за основной состав сыграл 18 марта 1951 года в 19 туре чемпионата против клуба ДОС.
В сезоне 1951/52 продолжал выступать за резервные команды «Аякса». В декабре 1951 года сыграл за свою бывшую команду ХЕДВ, а уже в январе 1952 года запросил перевод. Летом того же года покинул «Аякс». В 1954 году подавал запрос на переход в ДВС, а в сентябре 1957 года в американский клуб «Хакоах».

## Личная жизнь
Карел родился в январе 1924 года в Амстердаме. Отец — Якоб Блиц, мать — Антония Йоханна Хендрика Франсман. Оба родителя были родом из Амстердама, они поженились в октябре 1914 года — на момент женитьбы отец был торговцем. В их семье воспитывалось ещё семеро детей: трое дочерей и четверо сыновей, один из которых умер в возрасте трёх лет. Его старший брат Якоб погиб в концлагере Собибор в 1943 году.
В последние годы жизни проживал с супругой Вилхелминой в городе Морено-Валли, штат Калифорния.
Умер 7 февраля 2008 года в возрасте 83 лет.